# Magdalena Merbilháa
Magdalena Merbilháa Romo (Santiago de Chile, 21 de mayo de 1973) es una historiadora, periodista, columnista, personalidad de televisión y académica chilena.
Ha sido docente en instituciones como la Universidad del Desarrollo. Asimismo, ha sido conocida por difundir contenido de carácter cultural e histórico en Canal 13 Cable (13C), labor que ha hecho junto a Bárbara Bustamante.
Es panelista habitual del programa de actualidad política, Sin filtros. Igualmente, es columnista en medios como La Tercera, El Líbero y Radio Agricultura. Por otra parte, se ha autodefinido como una «conservadora» alineada con las ideas de Roger Scruton.

## Biografía
Magdalena Merbilháa nació en Santiago el 21 de mayo de 1973. Es hija de Arnaldo Merbilháa Coustere, argentino de ascendencia vasco francesa, y de Alicia Romo Román. Asimismo, realizó toda su educación escolar en el Colegio Santa Úrsula de Vitacura, institución que la reconoció entre sus alumnas destacadas en la categoría «formación de jóvenes».
Inició su carrera académica en la Universidad Gabriela Mistral (UGM), para luego realizar un magíster en la Universidad de Kingston de Londres. Más tarde, en 2001, Magdalena se transformaría en accionista de su alma mater, la que, en ese entonces, estuvo controlada financieramente por su madre, Alicia. Durante esa década, constituiría su fundación «Red Cultural», la que estableció una vez que su familia salió de la UGM.
Durante la pandemia de COVID-19, específicamente el 14 de junio de 2020, Canal 13C emitió por primera vez su programa Viaje por el tiempo, en el que repasó la historia de Francia.
En 2022, Merbilháa comenzó a aparecer de manera frecuente en el programa Sin filtros, año en que hizo campaña comunicacional por la opción «Rechazo» a la propuesta constitucional presentada por la izquierda política de Chile. Tras la no-aprobación de esta, al año siguiente se mostraría a favor de la otra propuesta de reemplazo constitucional, esta vez presentada por el conservador, Partido Republicano, la cual también fue rechazada.

## Obras

### Libros
- Capítulos El Cristianismo y Las órdenes de Militares en: Libro «Occidente Historia y Cultura» (2014) Editorial Sankgreal y Origo Ediciones, Santiago.

### Artículos académicos
- What’s Wrong With the World. The Charleston Review (2010)[20]
- ¿Napoleón, fue derrotado en Waterloo? Revista Escenarios Actuales. Nº2. Agosto de 2015. ISSN 07176805
- Lo que llevó al mundo a la Segunda Guerra Mundial. Revista Escenarios Actuales. Nº1. Año 21. Mayo de 2016. ISSN 0717680
- Mentes educadas ¿Cómo las herramientas cognitivas dan forma a nuestro entendimiento?. Revista de Historia y Geografía (2018)[20]
- Dickens’s World. The Charleston Review (2020)[20]